# Amauridia inscitalis
Amauridia inscitalis là một loài bướm đêm trong họ Noctuidae.